# Институт Конфуция МГУ имени М. В. Ломоносова
Институт Конфуция МГУ (кит.  莫斯科大学孔子学院) — российско-китайский научно-образовательный центр, созданный на базе Института стран Азии и Африки МГУ и входящий в глобальную мировую сеть Институтов Конфуция.

## Создание Института Конфуция МГУ
Институт Конфуция МГУ основан в сентябре 2007 года. Партнером по работе стал Пекинский университет — ведущий университет КНР, имеющий давние и прочные связи с Московским университетом.
Цель создания Института Конфуция МГУ — расширять и укреплять дружбу, взаимопонимание и сотрудничество между Россией и Китаем в области образования, науки и культуры. Институт Конфуция МГУ содействует развитию учебных, научных и культурных связей Московского университета с научными, образовательными и общественными организациями и государственными структурами КНР.
Открытие Института Конфуция МГУ состоялось 27 октября 2008 года в Интеллектуальном центре Фундаментальная библиотека МГУ им. М. В. Ломоносова. В церемонии принимали участие Ректор МГУ В. А. Садовничий, Член Госсовета КНР Лю Яндун, Министр образования КНР Чжоу Цзи, Чрезвычайный и Полномочный Посол КНР в России Лю Гучан и другие официальные лица.

## Учебный процесс
На сегодняшний день в Институте Конфуция МГУ проходят языковые занятия по китайскому языку всех уровней — от базового до профессионального делового. Кроме того, для слушателей проходят факультативы по китайскому языку (аудирование, написание сочинений), каллиграфии, а также курсы лекций по истории, культуре и экономике Китая. Обучение обеспечивает получение студентами необходимых знаний и навыков для сдачи экзаменов HSK.

## Летние языковые школы
Начиная с 2007 года Институт Конфуция МГУ организует ежегодные Летние языковые школы в Пекине. Языковые школы Института Конфуция МГУ решают две задачи – учебную и культурно-образовательную. Помимо интенсивной программы по китайскому языку, читается курс лекций по китайской культуре и истории и проводится насыщенная культурная программа. В качестве партнеров с китайской стороны выступают Центральный университет экономики и финансов Пекина и Пекинский университет. За 5 лет Летнюю языковую школу Института Конфуция МГУ прошли более 230 учащихся.